# Wolfsbane Save the World
Wolfsbane Save the World är ett album av det engelska bandet Wolfsbane. Det släpptes 2012 och är det första studioalbumet sedan bandet återförenades 2010.

## Låtlista
1. "Blue Sky" - 5:11
2. "Teacher" - 4:06
3. "Buy My Pain" - 3:47
4. "Starlight" - 4:00
5. "Smoke and Red Light" - 3:46
6. "Illusion of Love" - 6:04
7. "Live Before I Die" - 5:09
8. "Who Are You Now" - 3:22
9. "Everybody's Looking For Something Baby" - 4:06
10. "Child of the Sun" - 3:40
11. "Did It For the Money" - 3:34